# Puente de Alcántara (Toledo)
Die Puente de Alcántara ist die älteste der Brücken über den Tajo in der spanischen Stadt Toledo. Sie steht im Osten der Stadt schräg unterhalb des Alcázar.
Die Steinbogenbrücke war wohl seit der Römerzeit der Hauptzugang zu dem hoch über dem Tajo liegenden historischen Stadtkern, bis sie im Spätmittelalter durch die Puente de San Martín am westlichen Rand der Altstadt ergänzt wurde.
Die heute den Fußgängern vorbehaltene Brücke ist zwischen ihren beiden Toren 83 m lang und 5,40 m breit und überquert den Fluss in etwa 26 m Höhe. Sie hat einen großen Rundbogen mit einer Stützweite von 28,30 m und – durch einen 8,40 m breiten Pfeiler getrennt – einen kleineren, 16 m weiten Rundbogen über dem zur Stadt hinaufführenden Hang. Man nimmt an, dass es einen ähnlichen Rundbogen am gegenüberliegenden Hang gab, an dessen Stelle bei einer Erneuerung der Brücke im 10. Jahrhundert eine schlichte Mauer gebaut wurde. Nur ein kleiner, 1,72 m breiter Durchlass mit einem Hufeisenbogen erinnert an ihn.  Während der Herrschaft von Alfons X. wurde die Brücke zerstört und wieder aufgebaut. Aus dieser Zeit stammt der westliche Torturm, der unter den Katholischen Königen mit ihrem Wappen und anderen Verzierungen versehen wurde. Ein ähnlicher östlicher Turm wurde 1721 durch den jetzigen, barocken Torbogen ersetzt.